# Camelo-bactriano
O camelo-bactriano, camelo-asiático ou simplesmente camelo (Camelus bactrianus) é um mamífero nativo da região das estepes da Ásia Central, mais precisamente, da região da Báctria; daí o seu nome. Quase todos os animais desta espécie vivem domesticados pelas populações locais, mas ainda existem mais de mil espécimes na Mongólia e noroeste da República Popular da China.
É muito parecido com a outra espécie da família Camelidae, que pode ser encontrado atualmente no nordeste da África e na parte ocidental da Ásia, o camelo-árabe ou dromedário (Camelus dromedarius). O camelo-bactriano distingue-se do dromedário pelo seu tamanho maior e pela presença de duas corcovas. Pensa-se que este último poderá ser um descendente do camelo-bactriano.
Este animal suporta condições climáticas verdadeiramente extremas, especialmente no Tibete e outras áreas montanhosas da Ásia Central, onde as temperaturas no verão podem chegar a 40 °C de dia e à noite são inferiores a 0 °C. Pode resistir grandes períodos de tempo sem comer nem beber e é muito forte, podendo caminhar 47 quilômetros por dia carregando pesos superiores a 450 kg. É encontrado em estado selvagem somente no Deserto de Gobi.
Dele também se aproveita a carne, leite e pele.

## Sinonímia
Camelus ferus